# Dalok szárnyán
A Dalok szárnyán (eredeti cím: Selena) 1997-ben bemutatott egész estés amerikai zenés életrajzi filmdráma, amely Selena (Selena Quintanilla Pérez) texasi énekesnő életét és munkásságát mutatja be Jennifer Lopez főszereplésével. A mozifilm gyártója és forgalmazója a Warner Bros.
Amerikai Egyesült Államokban 1997. március 21-én mutatták be a mozikban.

## Cselekmény
Selena Quintanilla, a huszonhárom éves énekesnő tinilányok ezrei számára az amerikai álmot testesítette meg. Selena beleszeretett együttesének gitárosába, Chris Perezbe. Emiatt konfliktus alakult ki családjával szemben, az apja rossz szemmel nézte a férfival való kapcsolatát, majd házasságát. Igazából sohasem békültek ki egymással. Úgy tűnt, hogy Selena élete végre egyenesbe jön, az első angol nyelvű album elkészítése is kezdetét vette. Ám a sors közbeszólt.

## Szereplők
| Szereplő                          | Színész               | Magyar hang      |
| --------------------------------- | --------------------- | ---------------- |
| Selena Quintanilla                | Jennifer Lopez        | Somlai Edina     |
| Chris Perez                       | Jon Seda              | Selmeczi Roland  |
| Marcela Quintanilla               | Constance Marie       | Kovács Nóra      |
| Abraham Quintanilla               | Edward James Olmos    | Kertész Péter    |
| Suzette Quintanilla               | Jackie Guerra         | Kocsis Mariann   |
| Sara                              | Alex Meneses          |                  |
| Abie Quintanilla                  | Jacob Vargas          | Háda János       |
| Yolanda Saldivar                  | Lupe Ontiveros        | Molnár Piroska   |
| fiatal Selena                     | Becky Lee Meza        | Mánya Zsófia     |
| Joe Ojeda                         | Ruben Gonzales        | Boros Zoltán     |
| önmaga                            | Pete Astudillo        |                  |
| Bobby                             | Richard Coca          | Szokol Péter     |
| Seff                              | George Perez          | Markovics Tamás  |
| Abraham Quintanilla fiatalkorában | Panchito Gómez        | Seszták Szabolcs |
| Suzette fiatalon                  | Victoria Elena Flores | Molnár Ilona     |
| Abie fiatalon                     | Rafael Tamayo         | Szalay Csongor   |